# Radha Krishna Temple
Radha Krishna Temple, или Rādhā Kṛṣṇa Temple, — британский музыкальный ансамбль, состоявший из кришнаитов-учеников Бхактиведанты Свами Прабхупады. Группа просуществовала в период с 1969 по 1971 год, выпустив за это время на лейбле Apple Records два хит-сингла («Hare Krishna Mantra» и «Govinda») и альбом санскритских мантр и вайшнавских бхаджанов The Radha Krsna Temple. Продюсером группы был Джордж Харрисон, а аранжировщиком — Мукунда Даса. В результате коммерческого успеха сингла «Hare Krishna Mantra» (поднявшегося до 12-го места в UK Singles Chart), группа четыре раза исполнила эту песню в популярной музыкальной телепередаче Top of the Pops.

## Состав
- Йогешвара Даса — фисгармония, вокал.[2]
- Тамала Кришна Даса — бансури.
- Мукунда Даса — мриданга.
- Ямуна Даси — вокал.
- Харивиласа Даса — уд, вокал.
- Дживананда Даса — вокал.
- Лилавати Даси — вокал.

## Дискография

### Альбомы
| Дата                    | Альбом                 | Высшая позиция в чарте | Высшая позиция в чарте | Высшая позиция в чарте | Высшая позиция в чарте | Высшая позиция в чарте | Высшая позиция в чарте |
| Дата                    | Альбом                 | UK                     | NOR                    | JPN                    | NL                     | AT                     | DE                     |
| ----------------------- | ---------------------- | ---------------------- | ---------------------- | ---------------------- | ---------------------- | ---------------------- | ---------------------- |
| 21 мая 1971 28 мая 1971 | The Radha Krsna Temple | —                      | —                      | —                      | —                      | —                      | —                      |

### Синглы
| Дата                            | Сингл               | Высшая позиция в чарте | Высшая позиция в чарте | Высшая позиция в чарте | Высшая позиция в чарте | Высшая позиция в чарте | Высшая позиция в чарте |
| Дата                            | Сингл               | UK                     | NOR                    | JPN                    | NL                     | AT                     | DE                     |
| ------------------------------- | ------------------- | ---------------------- | ---------------------- | ---------------------- | ---------------------- | ---------------------- | ---------------------- |
| 22 августа 1969 29 августа 1969 | Hare Krishna Mantra | 12                     | —                      | —                      | —                      | —                      | 3                      |
| 6 марта 1970 24 марта 1970      | Govinda             | 23                     | —                      | —                      | —                      | —                      | —                      |